# Språk i Japan

Det japanska tangentbordet

Japan är ett mycket homogent samhälle där befolkningen består nästan helt av etniska japaner. Trots detta har landet inte ett officiellt språk. Enligt Ethnologue talas det 17 levande språk i Japan.

## Japanska och japanskt teckenspråk
Japanska är inte det officiella språket i Japan trots att det är majoritetens modersmål. En orsak till detta är möjligen det att befolkningen har långt varit homogen och inga synbara minoriteter har invandrat till Japan. Utanför Japan används japanska nästan aldrig som ett andra officiellt språk.
Det japanska teckenspråket (japanska 日本手話, Nihon Shuwa) liknar mest de koreanska och taiwanesiska teckenspråken. Teckenspråket är modersmålet för ungefär 50 000 japaner (år 2006).

## Andra språk

### Ainu
I dagens läge talas ainu nästan enbart på Hokkaido. Det är ett isolatspråk som inte är besläktat med japanska. Av etniska ainuer talar bara 4,9 % flytande ainu vilket är ungefär 300 personer.
Sedan april 2019 har den japanska staten erkänt ainu som ursprungsfolkets språk. Enligt den nya lagen ska de regionala myndigheterna befrämja ainus användning och staten beviljar ekonomiskt stöd till detta..

### Ryūkyūspråk
Ryūkyūspråken var de dominerande språken på Ryūkyūöarna fram till 1800-talet. Största delen av dessa språk är idag hotade men till exempel okinawianska har börjat komma tillbaka..